# Reconstruction Capital 2
Reconstruction Capital 2 (RC2) este un fond de investiții din Cipru prezent pe piața din România.
Printre cele mai recente achiziții ale fondului Reconstruction Capital 2 se numără pachetul de 63% din acțiunile complexului hotelier Fantasy Beach din Mamaia, pentru circa opt milioane de euro.
RC2 a cumpărat constant de pe piața Rasdaq a Bursei de Valori București și acțiunile producătorului de materiale de construcții din argilă arsă Macofil Târgu-Jiu.
Pachetul RC2 la Macofil a ajuns la circa 27% din acțiunile companiei.
RC2 este listat la bursa londoneză.
RC2 împreună cu Romanian Investment Fund, dețin aproximativ 93% din acțiunile Policolor.
În afară de Policolor, RC2 mai deține participații la producătorul de lactate Albalact, compania de factoring Top Factoring, operatorul Mamaia Resort Hotels și la grupul de firme Romar, cu activități în industria serviciilor medicale private.